# Дубовка (Бердичевский район)
Дубовка (укр. Дубівка) — село на Украине, основано в 1788 году, находится в Бердичевском районе Житомирской области.
Код КОАТУУ — 1820883002. Население по переписи 2001 года составляет 291 человек. Почтовый индекс — 13351. Телефонный код — 4143. Занимает площадь 1,52 км².

## История
В 1946 году указом ПВС УССР село Чехи переименовано в Дубовку.

## Адрес местного совета
13350, Житомирская обл., Бердичевский р-н, с. Красовка, ул. Ленина, 17, тел. 6-27-42.